# Conjunto unitario
En matemáticas, un conjunto unitario es un conjunto con un único elemento. Por ejemplo, el conjunto { 0 } es un conjunto unitario. Observe que un conjunto como, por ejemplo, { { 1; 1; 1 } } es también un conjunto unitario: el único elemento es un conjunto. Un conjunto es unitario si y solamente si su cardinalidad es uno. En la construcción -teorético-conjuntista de los números naturales, el número 1 es definido como el conjunto unitario { 0 }. En la teoría axiomática de conjuntos, la existencia de conjuntos unitarios es una consecuencia del axioma del conjunto vacío y axioma de apareamiento: el primero da vacío, y el último, aplicado al apareamiento de { } y { }, produce el conjunto unitario {\displaystyle \{\{\}\}}. si A es un conjunto y S es cualquier conjunto unitario, existe exactamente una función de A a S, la función constante que envía cada elemento de A al elemento de S. Las estructuras construidas sobre conjuntos unitarios sirven a menudo como los objetos terminales o finales o los objetos cero de varias categorías: 
- La afirmación anterior muestra que cada conjunto unitario S es un objeto terminal en Set, la categoría de conjuntos y funciones. No hay otros conjuntos terminales en esa categoría.

- Cualquier conjunto unitario se puede presentar como espacio topológico en una única forma (todos los subconjuntos son abiertos, esto es, sólo vacío y conjunto unitario: lo mismo que el espacio vacío, discreto e indiscreto a la vez). Estos espacios topológicos sobre un conjunto unitario son objetos terminales en la categoría Top de los espacios topológicos y funciones continuas. No hay otro tipo de espacios terminales en esa categoría.

- Cualquier conjunto unitario se puede presentar como un grupo en una única forma (el único elemento como identidad). estos grupos sobre un conjunto unitario son los objetos cero en la categoría Grp de grupos y homomorfismos. No hay otros objetos cero en esa categoría.